# Orara River
Orara River är ett vattendrag i Australien. Det ligger i delstaten New South Wales, i den sydöstra delen av landet, omkring 500 kilometer norr om delstatshuvudstaden Sydney.
I omgivningarna runt Orara River växer huvudsakligen savannskog. Trakten runt Orara River är nära nog obefolkad, med mindre än två invånare per kvadratkilometer. Genomsnittlig årsnederbörd är 1 423 millimeter. Den regnigaste månaden är januari, med i genomsnitt 273 mm nederbörd, och den torraste är oktober, med 19 mm nederbörd.